# Kim Do-keun
Kim Do-keun (* 2. März 1972 in Gangneung) ist ein ehemaliger südkoreanischer Fußballspieler und heutiger -trainer.

## Karriere

### Spieler

#### Klub
Nach seiner Zeit in der Mannschaft der Hanyang University wechselte Kim Anfang 1995 zu den Jeonnam Dragons, bei denen er bis zum Sommer des Jahres 2000 verblieb. Danach wechselte er nach Japan, um sich Tokyo Verdy anzuschließen. Bereits nach einem Jahr wechselte er von hier weiter zu Cerezo Osaka. Nach einem weiteren Jahr ging es für ihn dann wieder in sein Heimatland zurück zu den Jeonnam Dragons. Hier blieb er noch einmal bis Sommer 2005. Ein weiteres Halbjahr spielte er darauf bei den Suwon Bluewings. Als letzte Station in seiner Karriere verbrachte er nochmal eine Saison beim Gyeongnam FC und beendete diese danach Ende 2006.

#### Nationalmannschaft
Sein erstes bekanntes Spiel für die südkoreanische Nationalmannschaft war am 9. März 1993 bei einem 2:0-Freundschaftsspielsieg über Kanada. Nach einem weiteren Freundschaftsspiel im selben Jahr folgte danach erst 1997 in einem Qualifikationsspiel für die Weltmeisterschaft 1998 sein nächster Einsatz. Danach folgten aber einige weitere Einsätze und so wurde er auch für den Kader der Weltmeisterschaft 1998 nominiert, wo er in allen drei Gruppenspielen der Mannschaft mitwirkte.
Anschließend kam er noch in zwei Freundschaftsspielen in den nächsten Jahren zum Einsatz. Danach kamen erst beim Gold Cup 2000 weitere dazu. Anschließend folgten pro Jahr wieder jeweils ein Freundschaftsspiel und beim Gold Cup 2002 kam er erneut einmal zum Einsatz. Sein letztes Spiel war dann am 16. April 2003 bei einer 0:1-Freundschaftsspielniederlage gegen Japan.
Er war auch Teil der Mannschaft bei den Olympischen Spielen 1992 in Barcelona.

### Trainer
Seine erste Station nach seiner Spielerkarriere war direkt bei seiner ehemaligen Universität, wo er im Stab den Posten eines Co-Trainers einnahm. Hier verblieb er bis zum Ende der laufenden Saison 2007. Danach wechselte er zu seinem ehemaligen Klub Jeonnam Dragons, wo er erst für ein Jahr als Co-Trainer die U18 begleitete und danach bis Ende 2011 die Reserve-Mannschaft. Ab 2012 bis Ende 2014 war er hier dann bei der ersten Mannschaft als Co-Trainer beschäftigt. Nach fünf Jahren trennten sich dann die Wege von ihm und seinem Ex-Klub wieder und er wurde für den Verlauf der Saison 2015 Co-Trainer bei Sangju Sangmu. Anschließend begleitete er nochmal die Mannschaft des Gyeongnam FC für ein halbes Jahr als Co-Trainer.
Seine erste Tätigkeit als Cheftrainer erhielt er schließlich Mitte September 2016 beim chinesischen Klub Hefei Guiguan. Diese Zeit überdauerte bis April 2017, wonach er im Sommer mit Jiangsu Codion einen neuen chinesischen Klub als Trainer betreute. Hier blieb er sogar bis zum Ende des Jahres 2020. Seine nächste Station war daran anschließend ab Ende März 2021 eine Beschäftigung als Co-Trainer beim Hebei FC. Hier verblieb er aber auch nur bis November des Jahres. Seitdem ist er nun auch Trainer beim koreanischen Drittligisten Gangneung Citizen.